# Келли, Билли
Би́лли Ке́лли (англ. Billy Kelly, род. 1 мая 1945 года) — ирландский бывший профессиональный игрок в снукер, теперь представляет свою страну на международных турнирах. Проживает в Манчестере.

## Карьера
Стал профессионалом в 1981 году. На чемпионате Британии 1982 года вышел в 1/16 финала, где уступил Джону Вирго 2:9. Также он принимал участие в чемпионате Британии 1981 года, но тогда проиграл в первом матче. 
В 1983, 1985 и 1986 Келли достигал четвертьфинала чемпионата Ирландии.